# Оукриџ
Оукриџ (енгл. Oakridge) је кварт у Ванкуверу, Канада, са мултикултуралним стамбеним и комерцијалним простором. 2001. године је имао 11.795 становника. У кварту преовладавају ниске куће са 1-2 спрата као и зграде са 5-6 спратова. Оукриџ се налази на приближно највишем делу Ванкувера и ближе околине. Према плану који се постепено реализује у релативном центру кварата биће направљене неколико вишеспратница.
Око зграда и кућа су улице са зеленим дрворедима а дрвеће и зеленило се налази и у скоро сваком дворишту и на већини зграда. 
У Оукриџу се налази велики тржни центар "Оукриџ центар".
Оукриџ је добро повезан подземном железницом, аутобуским и тролејбуским линијама са осталим деловима града и аеродромом.

## Галерија
- Једна од улица
- Библиотека
- Зеленило на улицама и на крову
- Улица са кућама и дрворедом
- Школа "Ван Хорн"
- Школа "Жил Верн"